# Geografia de Santa Lúcia
Santa Lúcia é uma ilha vulcânica com 617 km² de superfície, localizada entre a Martinica e São Vicente, nas Pequenas Antilhas no leste do Caribe. Os Pitons são dois cones vulcânicos no sudoeste da ilha, a sul da cidade de Soufrière, que foram incluídos numa área de conservação que foi recentemente (2004) declarada pela UNESCO como Património da Humanidade.
Existem sítios arqueológicos – megalitos, petroglifos e restos de alimentação - que provam a existência duma população ameríndia de caribes que foi extinta pelos franceses, que ocuparam a ilha em meados do século XVII. Estes ocupantes trouxeram escravos africanos, cujos descendentes formam actualmente a maioria da população.

## Clima
A ilha tem um clima tropical úmido com uma precipitação anual de 2000–2500 mm, que se regista principalmente em Novembro e Dezembro, e uma temperatura quase constante de cerca de 27°C.
Marminino